# 1820 (numero)
Milleottocentoventi (1820) è il numero naturale dopo il 1819 e prima del 1821.

## Proprietà matematiche
- È un numero pari.
- È un numero composto da 24 divisori: 1, 2, 4, 5, 7, 2, 13, 14, 20, 26, 28, 35, 52, 65, 70, 91, 130, 140, 182, 260, 364, 455, 910, 1820. Poiché la somma dei suoi divisori (escluso il numero stesso) è 2884 > 1820, è un numero abbondante.
- È un numero palindromo nel sistema posizionale a base 9 (2442).
- È un numero ondulante nel sistema posizionale a base 8 (3434).
- È esprimibile come somma di una serie di quadrati consecutivi: 1820 = 132 + 142 + 152 + 162 + 172 + 182 + 192.
- È un numero pentagonale.
- È un numero congruente.
- È un numero intoccabile.
- È un numero semiperfetto in quanto pari alla somma di alcuni (o tutti) i suoi divisori.
- È un numero malvagio.
- È parte della terna pitagorica (135, 1820, 1825), (448, 1764, 1820), (483, 1820, 1883), (549, 1820, 1901), (624, 1820, 1924), (663, 1820, 1937), (700, 1680, 1820), (924, 1568, 1820), (1092, 1456, 1820), (1200, 1820, 2180), (1365, 1820, 2275), (1820, 1911, 2639), (1820, 2016, 2716), (1820, 2112, 2788), (1820, 2223, 2873), (1820, 2925, 3445), (1820, 3135, 3625), (1820, 4029, 4421), (1820, 4368, 4732), (1820, 4557, 4907), (1820, 4731, 5069), (1820, 5775, 6055), (1820, 6240, 6500), (1820, 8181, 8381), (1820, 8352, 8548), (1820, 9009, 9191), (1820, 11760, 11900), (1820, 12675, 12805), (1820, 15873, 15977), (1820, 16512, 16612), (1820, 16851, 16949), (1820, 23625, 23695), (1820, 29547, 29603), (1820, 31824, 31876), (1820, 33099, 33149), (1820, 41385, 41425), (1820, 59136, 59164), (1820, 63687, 63713), (1820, 82800, 82820), (1820, 118293, 118307), (1820, 165615, 165625), (1820, 207021, 207029), (1820, 414048, 414052), (1820, 828099, 828101).